# 蟹江七本槍
蟹江七本槍（かにえしちほんやり）は、弘治元年（1555年）の蟹江城攻めの際に活躍した今川家臣7人を後世に評価して呼んだものである。

## 蟹江七本槍
- 大久保忠員（1511年 - 1582年）
- 大久保忠俊（1499年 - 1581年）、または大久保忠勝（1524年 - 1601年）
- 大久保忠世（1532年 - 1594年）
- 大久保忠佐（1537年 - 1613年）
- 阿倍忠政（1531年 - 1607年）
- 杉浦吉貞（鎮貞）
- 杉浦勝吉（鎮栄）